# Sitio de Savannah
El sitio de Savannah es el nombre por el que se conoce a una batalla de la guerra de Independencia de los Estados Unidos que se produjo en 1779. Un año antes, la ciudad de Savannah, en el estado de Georgia había sido tomada por un cuerpo expedicionario del Ejército británico al mando del teniente coronel Archibald Campbell. El sitio propiamente consistió en una tentativa conjunta de tropas franco-estadounidenses para la reconquista de la ciudad de Savannah, que tuvo lugar entre los días 16 de septiembre de 1779 y 18 de octubre de 1779. El 9 de octubre de ese mismo año de 1779 tuvo lugar un fuerte asalto contra los británicos, aunque se saldó con un fracaso. Durante dicho asalto, el conde polaco Kazimierz Pułaski, que combatía a favor de la independencia de los Estados Unidos cayó mortalmente herido. Con el fracaso del ataque, el sitio franco-estadounidense fracasó, y los británicos mantuvieron en sus manos el control del estado de Georgia hasta 1782.
Esta batalla es también una batalla importante en la Historia de Haití puesto que una legión compuesta por más de 500 negros de la colonia francesa de Santo Domingo (la actual Haití) participaron en los combates codo a codo con los franceses. Es incluso posible que Henri Christophe, quien posteriormente se autoproclamaría como rey de un Haití independiente, hubiese formado parte de dichas tropas.
En 2006, un grupo de arqueólogos que trabajaban para el Coastal Heritage Society y el LAMAR Institute descubrieron restos de fortificaciones en Spring Hill. Puesto que el esfuerzo principal del ataque británico del 9 de octubre de 1779 se produjo en este mismo punto, el hallazgo representa la localización de los primeros restos arqueológicos reales correspondientes a este campo de batalla. 

## Antecedentes
A partir de 1779, la Marina de Guerra francesa logró el dominio temporal sobre la zona del mar de las Antillas, con lo que el conde d'Estaing pudo dirigirse hacia las costas del estado de Georgia para apoyar allí el esfuerzo de guerra de los milicianos estadounidenses al mando del general Benjamin Lincoln, tendente a recuperar para los rebeldes el control del estado. De este modo, en septiembre de 1779 se produjo el sitio de Savannah, sitio que resultó sin embargo en un fracaso.

## Desarrollo de la batalla
Charles Henri, conde d'Estaing, había manifestado en diversas ocasiones que únicamente podría mantenerse en el lugar por espacio de no más de diez o quince días, ante una posible reacción de la Royal Navy, a la que temporalmente sus buques de guerra habían logrado eclipsar en la zona. Sin embargo, se contemplaba como totalmente segura la reconquista de Savannah por lo que, seguros de su victoria, los milicianos rebeldes estadounidenses se pusieron en campaña con un alto estado de moral de victoria. Por su parte, los británicos habían hundido en el canal de acceso a la ciudad a dos buques de guerra, cuatro buques de transporte y algunos otros pequeños barcos; por todo ello, los grandes barcos de la flota del conde de Estaing no pudieron acercarse a la orilla, con lo que el desembarco de las tropas francesas no pudo efectuarse hasta el 12 de septiembre, y ello tan solo gracias al envío desde el cercano puerto estadounidense de Charleston de algunos buques de pequeño calado.
El día 16 de septiembre, los franceses intimaron a la ciudad de Savannah a la rendición a las armas de Francia. Según los franceses, la intimación se produjo en esta forma únicamente debido a que el Ejército Continental todavía no había llegado al lugar, aunque los leales probritánicos de las colonias utilizaron el incidente como pretexto para acusar a Francia de tener apetencias territoriales propias sobre el territorio de las colonias, utilizando esta propaganda en su provecho.
Sea como fuese, la guarnición británica desplegada en Savannah solicitó un plazo de veinticuatro horas para responder a la intimación de rendición. La petición de este plazo presumiblemente obedecía tan solo a un intento para dar tiempo a que un destacamento del Ejército británico al mando del teniente coronel Maitland llegase a la ciudad para reforzar a su guarnición. Efectivamente, antes de expirar el plazo se produjo la llegada de los esperados refuerzos de Maitland, con lo que el general Agustín Prevost, que se hallaba al mando de las tropas británicas sitiadas en Savannah, creyó que ya se hallaba en las debidas condiciones para poder resistir un asalto de los franceses.
Los sitiadores, enfrentándose al dilema de efectuar un asalto repentino o bien de someter la ciudad a un sitio en toda regla, se vieron obligados a tomar una decisión inmediata, aunque dicha decisión se demoró en razón de la lejanía a que se hallaba su flota, impedida como hemos visto de acercarse a la orilla, y también debido a la falta de vehículos de transporte que asegurasen las comunicaciones entre las tropas desembarcadas y la flota que los había transportado hasta el lugar. Este plazo adicional fue bien utilizado por los británicos que se hallaban en el sitio, trabajando eficazmente a toda prisa en el aumento y perfeccionamiento de sus medios de defensa.
Así, varios centenares de negros de Savannah, bajo la conducción del comandante Moncrief, perfeccionaban día a día las obras defensivas de la ciudad. No fue hasta el día 23 de septiembre, ya por la tarde, cuando los franceses, a los que ya se habían unidos los estadounidenses, iniciaron las hostilidades.
El 24 de septiembre, el comandante Graham, al frente de un pequeño grupo de británicos, efectuó una salida contra las tropas francesas, salida que éstas rechazaron sin dificultad, aunque en su contraataque llegaron tan cerca de los atrincheramientos defensivos británicos que quedaron expuestas a un fuerte fuego defensivo de apoyo desde los mismos, que les causó varias bajas.
En la noche del 27 de septiembre se produjo una nueva salida de los sitiados, en este caso al mando del comandante Mac-Arthur. Esta nueva salida provocó tal desorden y desorganización en las filas de los sitiadores que incluso llegaron a dispararse entre sí los soldados franceses y los estadounidenses.
Tanto sitiadores como sitiados se dedicaron a un concienzudo intercambio de disparos de artillería, aunque sin grandes resultados para ninguno de ambos bandos, hasta el 8 de octubre. En dicho día, el comandante francés Pierre Charles L'Enfant condujo a unos 500 hombres al asalto, a despecho de un fuerte fuego defensivo británico, con la intención de incendiar las fortificaciones en madera construidas por los británicos para reforzar las defensas de Savannah. Sin embargo, el hecho de que la madera empleada estaba verde y húmeda hizo que el intento resultase infructuoso, a pesar del esfuerzo de los hombres del comandante L’Enfant, que resultó herido en el intento.
A instancia de los ingenieros militares, que no creían posible un éxito rápido por medio de un sitio en toda regla, y acuciado por los oficiales de la Marina de Guerra francesa, que ponían de relieve los peligros a que se enfrentaba la flota francesa en caso de una reacción de la flota británica, el conde de Estaing tomó la decisión de lanzar un asalto frontal contra Savannah.
Así, el 9 de octubre por la mañana, 3.500 hombres del ejército regular francés, junto con 600 hombres de las tropas continentales estadounidenses y 350 hombres de la milicia de Charleston, al mando conjunto del conde de Estaing y del general Lincoln, se lanzaron intrépidamente al asalto de las posiciones británicas; al mismo tiempo, las milicias de Georgia se ocupaban en dos falsos ataques de diversión. El fuego defensivo de los británicos fue tan vivo y estuvo tan bien dirigido que la columna de asalto quedó desorganizada, aunque no obstante pudieron plantarse dos estandartes en los reductos británicos. También resultó vano el esfuerzo del conde Pulaski quien, al frente de unos 200 jinetes, pretendió penetrar en la ciudad pasando a toda velocidad entre los reductos británicos; además, resultó herido de muerte en el intento.
Finalmente, los asaltantes, tras haber aguantado el fuego enemigo durante unos 50 minutos, efectuaron una retirada general, dando por cancelado el asalto.
El conde d'Estaing recibió en el asalto dos heridas, debiendo su salvación únicamente a los esfuerzos de un joven ayudante, Truguet. 637 soldados del Ejército francés. Junto con 257 de las tropas estadounidenses, resultaron muertos o heridos. Por su parte, la Milicia de Charleston únicamente tuvo que deplorar la muerte del capitán Shepherd y 6 heridos.
Cuando la ciudad fue intimada a la rendición, se dice que no había ni siquiera diez cañones montados en la línea defensiva de Savannah. De este modo, el éxito en la defensa de la ciudad debe recaer en el general Prévost, el teniente coronel Maitland y el mayor Moncrief. Este último desplegó tal actividad en sus preparativos defensivos que en pocos días había puesto más de 24 cañones en la línea defensiva de la ciudad.
La guarnición de Savannah se hallaba compuesta por entre 2.000 y 3.000 soldados regulares del Ejército británico, secundados por unos 150 milicianos leales a los británicos. Las pérdidas sufridas por los defensores fueron insignificantes, puesto que disparaban siempre a cubierto y, por lo demás, buena parte de los asaltantes no tuvieron siquiera la posibilidad de llegar a disparar contra ellos.

## Consecuencias
Tras el fracaso del asalto, la milicia estadounidense se desmovilizó y regresó a sus hogares. El conde de Estaing, por su parte, procedió al reembarque de sus tropas con su artillería y sus bagajes y abandonó el continente americano, regresando a Europa. Se perdió así una oportunidad de cambiar el destino de la guerra en favor de los continentales.
La ciudad permanecería en poder británico hasta julio de 1782.